# Mamba Kusini
Mamba Kusini  ist ein Verwaltungsbezirk (Ward) des Distrikts Moshi in der tansanischen Region Kilimandscharo.

## Geografie
Mamba Kusini liegt im Nordosten von Tansania etwas mehr als 20 Kilometer Luftlinie östlich der Regionshauptstadt Moshi am südlichen Abhang des Kilimandscharo. Die Grenze im Norden bildet die asphaltierte Nationalstraße T21, die östlich des Kilimandscharo nach Kenia führt.
Der Bezirk grenzt im Norden an Mamba Kaskazini, im Nordosten an Mwika Kaskazini, im Osten an Mwika Kusini und im Südwesten an Marangu Mashariki. Bei der Volkszählung 2022 lebten 9271 Menschen in 2705 Haushalten auf einer Fläche von 12,2 Quadratkilometern.

## Gliederung
Der Bezirk besteht aus fünf Gemeinden (Mtaa) mit 21 Orten (Kitongoji):
| Mkolowony - Barazani - Wazazi - Ushirika - Zahati - Mkolowony Kusini | Lekura - Lateni - Kati - Kanisani - Madukani - Kyerikouri | Kiria - Mseroe - Kiria Kati - Rauya - Shokony | Kimbogho - Komkendi - Kitowo - Msengoni - King`aroni | Kimangara - Mtomtom - Kowaro - Mkerongoni |

## Wirtschaft und Infrastruktur
- Bildung: Im Bezirk liegen vier weiterführende Schulen. Die beiden Mamba-Day Secondary School[9] und Marlex Secondary School[10] sind staatlich, die Agape-Lutheran-J-Seminary[11] und die Bishop-Moshi Secondary School werden von der lutherisch-evangelischen Kirche geführt.[12] Alle vier Schulen bilden Mädchen und Burschen bis zur 4. Stufe aus.[13] Die Wilhelm-Raabe-Schule in Lüneburg pflegt seit 2006 eine Partnerschaft mit der Bishop-Moshi Secondary School.[14]
- Gesundheit: In der Gemeinde Mkolowony befindet sich eine staatliche Apotheke.[15]